# Jim Korn
James Allen Korn  (* 28. července 1957, Hopkins, Minnesota, USA) je bývalý americký hokejový obránce.
V NHL působil v 5 týmech a odehrál celkem 597 zápasů v základní části a 16 v play-off.
Spojené státy dvakrát reprezentoval na mistrovství světa (1979, 1981).